# Bolbonota cuneata
Bolbonota cuneata är en insektsart som beskrevs av Fowler. Bolbonota cuneata ingår i släktet Bolbonota och familjen hornstritar. Inga underarter finns listade i Catalogue of Life.